# Медадумбара (підрозділ окружного секретаріату)
Підрозділ окружного секретаріату Медадумбара — підрозділ окружного секретаріату округу Канді, Центральна провінція, Шрі-Ланка. Складається з 94 Грама Ніладхарі.